# انحرافی در هوشیاری من
«انحرافی در هوشیاری من» (به انگلیسی: Twist in My Sobriety) نام یکی از ترانه‌های تانیتا تیکارام است. این ترانه یکی از تک‌آهنگهای اولین آلبوم تیکارام با نام قلب باستانی بود که در سال ۱۹۸۸ منتشر شد.
«انحرافی در هوشیاری من» در زمان انتشارش در کشورهای اروپایی، استرالیا و آمریکا بسیار موفق بود و در اتریش و آلمان تا ردهٔ دوم جدول پرفروش‌ترین‌ها صعود کرد. این ترانه که سال ۱۹۸۸ در بریتانیا بیست و دومین ترانهٔ پرفروش بود زمانی که در سال ۱۹۹۶ نسخهٔ رمیکس شده‌اش منتشر شد مجدداً به جدول پرفروش‌ترین‌های این کشور راه یافت و تا ردهٔ هشتاد و دوم صعود کرد.
جملهٔ «All God's Children Need Traveling Shoes» که ترانه با آن آغاز می‌شود برگرفته از عنوان یکی از کتاب‌های مایا آنجلو است.